# Oranjepark (Utrecht)

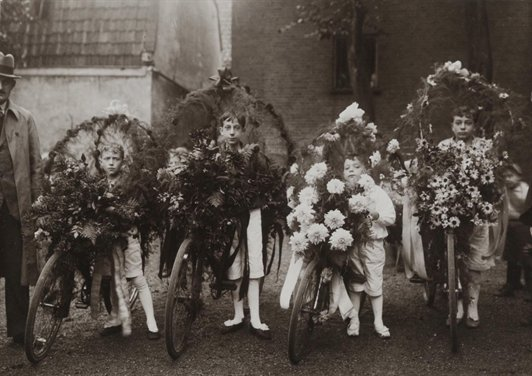
Viering Koninginnedag in 1922 in het Oranjepark.

Het Oranjepark was van 1883 tot 1939 een park in het centrum van de Nederlandse stad Utrecht.
Het in Wijk C ter hoogte van de Jacobikerk gelegen Oranjepark werd aangelegd op het Van Eeckerenplein en beheerd door de buurtvereniging "Het Oranjepark". In 1885 vond de eerste Prinsessedag plaats, de voorloper van Koninginnedag. De belangrijkste activiteit daarin was in het Oranjepark.
Naast het groen waren in het park onder meer een muziektent, gymnastiekzaal, volière en een fontein aanwezig. Het buitengrachts gelegen Park Tivoli vormde min of meer een tegenhanger van het Oranjepark. In 1939 is met de aanleg van de Sint Jacobsstraat het Oranjepark verdwenen.
Amaliapark · Park De Balije · Park Bloeyendael · Park de Gagel · Griftpark · Hogelandsepark · Park Hoge Weide · Julianapark · Klokkenveld · Kromme Rijnpark · Majellapark · Máximapark · Moreelsepark · Park Nieuweroord · Niftarlakepark · Noorderpark · Nynkeplantsoen · Oorsprongpark · Park Oosterspoorbaan · Oranjepark · Park De Groene Kop · Park Leeuwesteyn · Park Oog in Al · Park Transwijk · Rosarium (Oudwijk) · Sterrenbos · Park Tivoli · Van Heukelompark · Vechtzoompark · Park Voorn · Park de Watertoren · Wilhelminapark · Willem Alexanderpark · Zocherpark